# تابستان گذشته (فیلم ۲۰۲۳)
تابستان گذشته (فرانسوی: L'Été dernier‎) یک فیلم درام شهوانی فرانسوی به کارگردانی کاترین بریا است که بر اساس فیلمنامه‌ای از بریا با همکاری پاسکال بونیتزر نوشته شده‌است. این فیلم یک بازسازی از فیلم دانمارکی ملکه قلب‌ها (۲۰۱۹) است. این فیلم با بازی لیا دروکر و ساموئل کرچر به بررسی تابوهای رابطه بین نامادری و پسرخوانده می‌پردازد.
این فیلم برای رقابت نخل طلای هفتاد و ششمین جشنواره فیلم کن انتخاب و در ۲۵ می ۲۰۲۳ به نمایش درآمد. این فیلم در ۱۳ سپتامبر ۲۰۲۳ در فرانسه منتشر شد.

## طرح داستان
«آن» یک وکیل محترم است که با همسرش «پیِر» و دو دختر کوچکشان در پاریس زندگی می‌کند. «تئو»، پسر ۱۷ سالهٔ «پیِر» از ازدواج قبلیش به خانه نقل مکان می‌کند و «آن» در نهایت با او رابطه‌ای عاشقانه برقرار می‌کند. با انجام این کار، او با خطر از دست‌دادن حرفه و خانواده‌اش روبرو می‌شود. تئو شخصیتی شکننده است و با گذشت زمان، رابطهٔ آنها ویرانگر می‌شود.

## بازیگران
- لیا دروکر در نقش آن
- ساموئل کیرشر در نقش تئو
- اولیویه رابوردین در نقش پیر
- کلوتیلد کورو در نقش مینا
- سرنا هو در نقش سرنا
- آنجلا چن در نقش آنجلا

## تولید
تابستان گذشته پانزدهمین فیلم بلند کارگردان کاترین بریا و اولین فیلم او پس از درام اتوبیوگرافیک او سوءاستفاده از ضعف است که ده سال پیش از آن اکران شد. این فیلم بازسازی فیلم دانمارکی ملکه قلب‌ها از سال ۲۰۱۹ است که توسط مای الطوخی کارگردانی شده‌است که با همکاری مارن لوئیزه کینه فیلم را نوشته‌است.
ولری برونی تدسکی ابتدا برای نقش «آن» انتخاب شد و سپس لیا دروکر جایگزین او شد. ساموئل کیرشر، پسر بازیگران ایرن ژاکوب و ژروم کیرشر، اولین فیلم خود را در اینجا به عنوان پسرخوانده نوجوان تئو انجام می‌دهد. در مصاحبه‌ای که در اوایل فوریه ۲۰۲۳ انجام شد، دروکر گفت که تابستان گذشته «یکی از ناراحت‌کننده‌ترین فیلم‌هایی» است که او در آن بازی کرده‌است. این فیلم این سؤال را مطرح می‌کند: «آیا این عشق است؟ عشق کجا متوقف می‌شود؟ سرکشی از کجا شروع می‌شود؟» بدون «اخلاق گرایی». این فیلم دروکر را به یاد نمایشنامه سیه‌پر اثر دیوید هاروور، نمایشنامه‌نویس اسکاتلندی انداخت که وی آن را روی صحنه بازی کرده بود. سیه‌پر داستان زنی جوان را روایت می‌کند که با مردی میانسال ملاقات می‌کند، که پانزده سال پیش زمانی دوازده سال سن داشت توسط او مورد آزار جنسی قرار گرفته بود.
فیلمبرداری از ۷ ژوئن تا ۱۳ ژوئیه ۲۰۲۲ انجام شد. ژان لاپوآری به عنوان مدیر فیلمبرداری مشغول به کار بود. این فیلم توسط سعید بن سعید از طریق شرکت اس‌بی‌اس پروداکشنز تهیه شده‌است. به گفته کارگردان کاترین بریا، فیلمبرداری «در حالتی از لطف مطلق» انجام پذیرفته‌است. بریا خود را از نظر جسمی ضعیف توصیف کرد و می‌ترسید «نتواند آنرا محقق کند»، اما گفت که عشقش به فیلمبرداری را در طول تولید تابستان گذشته دوباره کشف کرده‌است.

## انتشار
تابستان گذشته برای رقابت نخل طلای جشنواره فیلم کن ۲۰۲۳ انتخاب شد، که در آنجا نخستین نمایش جهانی خود را در ۲۵ مه ۲۰۲۳ با عنوان بین‌المللی «Last Summer» داشت.
این فیلم در ۱۳ سپتامبر ۲۰۲۳ توسط پیرامید دستریبیوشن در فرانسه اکران شد.